# جورج دبليو. باترسون
جورج دبليو. باترسون (بالإنجليزية: George W. Patterson)‏ هو سياسي أمريكي، ولد في 11 نوفمبر 1799، وتوفي في 15 أكتوبر 1879. حزبياً، نشط في الحزب الجمهوري. وقد انتخب عضو جمعية ولاية نيويورك وانتخب عضو مجلس النواب الأمريكي.